# 지카미촌
지카미촌(近見村)은 에히메현 오치군에 설치된 촌이다. 

## 교통
부두 해변으로 가는 가도가 종관하고 있었다.